# 8.º Troféu HQ Mix
O 8º Troféu HQ Mix foi realizado em 16 de abril de 1996 no Teatro do Sesc Pompeia, em São Paulo, premiando pessoas, editoras e obras ligadas às histórias em quadrinhos referentes a lançamentos de 1995. O evento foi apresentado por Serginho Groisman e contou com a participação especial da atriz Betty Erthal fazendo o papel de Rê Bordosa, personagem criada por Angeli.

## Prêmios[2]
| Categoria                          | Vencedor |
| Adaptação para outro veículo       | Rê Bordosa, o Ocaso de uma Doida (peça de teatro escrita por Betty Erthal e Angeli)                                    |
| Álbum de clássico                  | Príncipe Valente (Hal Foster / editora Ebal)                                                                           |
| Álbum de ficção, aventura e terror | Maus II - a história de um sobrevivente - e foi aí que começaram meus problemas (Art Spiegelman / editora Brasiliense) |
| Álbum de figurinhas                | X-Men (editora Abril Panini)                                                                                           |
| Álbum de humor                     | Gato e Gata (Laerte / editora Circo/Ensaio)                                                                            |
| Desenhista estrangeiro             | George Pratt |
| Desenhista nacional                | Angeli |
| Desenhista revelação               | Dalcio |
| Desenho animado                    | The Maxx (Sam Kieth e Bill Messner-Loebs)                                                                              |
| Edição especial                    | Batman - a queda do morcego - a vitória de Bane (Batman nº 1) (editora Abril Jovem)                                    |
| Editora do ano                     | Abril Jovem |
| Fanzine                            | Glória, Glória, Aleluia (Allan Sieber)                                                                                 |
| Grande contribuição                | Comicmania |
| Grande mestre                      | Cláudio Seto |
| Graphic novel estrangeira          | Ás inimigo - um poema de guerra (George Pratt / editora Abril Jovem)                                                   |
| Graphic novel nacional             | À meia-noite levarei sua alma (José Mojica Marins e Laudo / editora Sampa)                                             |
| Livro de cartuns                   | Humor gráfico na Bahia - o traço dos mestres (Gutemberg Cruz / editora Arembepe)                                       |
| Livro de charges                   | FHC - Biografia não autorizada (Angeli / editora Ensaio/Circo)                                                         |
| Livro teórico                      | Desvendando os quadrinhos (Scott McCloud / editora Makron Books)                                                       |
| Minissérie estrangeira             | Marvels (Kurt Busiek e Alex Ross / editora Abril Jovem)                                                                |
| Personagem destaque                | Menino Maluquinho |
| Projeto gráfico                    | Rolling Stones - Voodoo Lounge (Dave McKean / editora Abril Jovem)                                                     |
| Revista de aventura e ficção       | Tex - Edição Especial Colorida (vários autores / editora Globo)                                                        |
| Revista de humor                   | Rê Bordosa - memórias de uma porraloca (Angeli / editora Circo)                                                        |
| Revista de terror                  | Coleção Assombração (vários autores / editora Ediouro)                                                                 |
| Revista independente               | Antologia da Manha |
| Revista infantil                   | Mônica (vários autores / editora Globo)                                                                                |
| Revista mix                        | Lúcifer (vários autores / Circo)                                                                                       |
| Revista seriada                    | Vertigo (vários autores / editora Abril Jovem)                                                                         |
| Roteirista estrangeiro             | Art Spiegelman |
| Roteirista nacional                | Newton Foot |
| Tira nacional                      | Família Brasil (Luis Fernando Veríssimo)                                                                               |
| Tira estrangeira                   | Calvin e Haroldo (Bill Watterson)                                                                                      |